# Okavangodeltaet
Okavangodeltaet i Botswana er et stort indlandsdelta, som er opstået, hvor Okavango-floden når et tektonisk lavpunkt i det centrale område af det endorheiske bækken i Kalahari-ørkenen. Alt vand, der når frem til deltaet, vil ende med at fordampe eller transpirere og løber ikke ud i noget hav. Hvert år spredes 11 km³ vand over området, som er et sted mellem 6.000 og 15.000 km². Noget af flodvandet ender i Ngami-søen. Moremi vildreservatet er en nationalpark, der ligger i den østlige side af deltaet. Dette faktum har medvirket til at gøre Okavangodeltaet til et af Afrikas syv naturvidundere, som blev officielt udpeget 11. februar 2013.
Området var oprindeligt en del af Makgadikgadisøen, der udtørrede i løbet af holocæn og efterlod det nuværende delta. Det er en udbredt påstand, at Okavangodeltaet er verdens største indlandsdelta, men alene i Afrika er der to deltaer, der er større, nemlig Sudd, der er en del af Nilen i Sydsudan, og Maasina, der er en del af Niger i Mali.